# Ocotea lenitae
Ocotea lenitae är en lagerväxtart som beskrevs av Van der Werff. Ocotea lenitae ingår i släktet Ocotea och familjen lagerväxter. Inga underarter finns listade i Catalogue of Life.